# Llista de parròquies a Louisiana
L'estat de Louisiana és dividit en 64 parròquies, que tenen un rol administratiu semblant al dels comtats als altres estats.
Una seu de comtat (county seat en anglès) és un municipi que és el centre administratiu d'un comtat, utilitzat principalment als Estats Units. L'estat estatunidenc de Louisiana, en lloc de comtats, utilitza parròquies, i la seu administrativa s'anomena parish seat o, en català seu de la parròquia. L'estat d'Alaska s'organitza en boroughs, que són districtes molt extensos, i els centres administratius s'anomenen borough seat, o seu del borough.

Bandera de Louisiana

- Acadia
- Allen
- Ascension
- Assomption
- Avoyelles
- Baton Rouge Est
- Baton Rouge Ouest
- Beauregard
- Bienville
- Bossier
- Caddo
- Calcasieu
- Caldwell
- Cameron
- Carroll Est
- Carroll Ouest
- Catahoula
- Claiborne
- Concordia
- De Soto
- Evangeline
- Feliciana Est
- Feliciana Ouest
- Franklin
- Grant
- Ibérie
- Iberville
- Jackson
- Jefferson
- Jefferson Davis
- La Salle
- Lafayette
- Lafourche
- Lincoln
- Livingston
- Madison
- Morehouse
- Natchitoches
- Orléans
- Ouachita
- Plaquemines
- Pointe Coupée
- Rapides
- Red River
- Richland
- Sabine
- Saint-Bernard
- Saint-Charles
- Sainte-Hélène
- Saint-Jacques
- Saint-Jean-Baptiste
- Saint-Landry
- Saint-Martin
- Saint-Marie
- Saint-Tammany
- Tangipahoa
- Tensas
- Terrebonne
- Union
- Vermilion
- Vernon
- Washington
- Webster
- Winn